# 286

## Догађаји
- Цезар Максимијан побеђује побуну Багауда у Галији. Затим побеђује германску инвазију на Галију, побеђујући војску Бургунда и Алемана и другу војску Хајбона и Херула.
- Цар Диоклецијан успешно води кампању против сарматских напада. Будући цар Констанције побеђује „босфорске Сармате“.
- Караусије, командант Класис Британике, оптужен је од стране Максимијана за пиратство и осуђен је на смрт. Он одговара проглашавајући се царем Британије и северозападне Галије. Његове снаге се састоје од новоизграђене римске флоте и три легије у Британији. Караусијски устанак подржавају галски трговачки бродови и франачки плаћеници.

### Април
- 1. април — Цар Диоклецијан је уздигао свог војсковођу Максимијана у свог савладара са титулом августа и дао му контролу над западним делом Римског царства.

## Смрти
- Википедија:Непознат датум — Свети мученици Тимотије и Мавра - хришћански светитељи